# Rudolph Logistik Gruppe
Die Rudolph Logistik Gruppe ist ein international tätiger Logistikdienstleister.

## Geschichte
Am 13. November 1946 setzte Justus Rudolph mit der Gründung eines Transportunternehmens in Guntershausen, heute Ortsteil von Baunatal, setzte Justus Rudolph den Grundstein für die Rudolph Logistik Gruppe. Die ersten Jahre waren sehr beschwerlich. Im Nachkriegsdeutschland war es nahezu unmöglich geeignete Fahrzeuge, Öl und Diesel zu beschaffen. Die Söhne Hans und Karl unterstützten ihren Vater und bauten aus Altbeständen einen LKW mit Holzvergaser zusammen. Ein Jahr später traten sie offiziell in das Unternehmen ein. Damals lag der Fokus des Kleinunternehmens noch auf der Bauindustrie. Der wegweisende Schritt kam dann 1957, der Beginn der Zusammenarbeit mit der Automobilindustrie: Rudolph & Söhne übernahm die Gebietsspedition für Volkswagen für den Raum Nordhessen, Südniedersachsen und Teile Ostwestfalens. Ein Sammelgutgeschäft entstand als weiteres Geschäftsfeld und entwickelte sich zum zweiten Standbein.
1969 ging Justus Rudolph in den Ruhestand. Seine Söhne brachten in den folgenden Jahren wiederum ihre Söhne Jürgen Rudolph und Werner Rudolph in das Unternehmen. Weiter stieg Gottfried Kretschmer, Schwiegersohn von Hans Rudolph, in das Unternehmen ein. Während Jürgen Rudolph den Schwerpunkt Transport übernahm, kümmerte sich Werner Rudolph um das Sammelgutgeschäft und Gottfried Kretschmer übernahm die Finanzen, Verwaltung und das Personal.
Zu Beginn der 1970er Jahre entstanden neue Standorte und Rudolph Logistik wurde international. Den Anfang bildeten Transporte nach Belgien. Lieferungen nach Antwerpen, Transporte ab Petras in Griechenland oder Fahrten nach Sarajewo und Brüssel folgten kurze Zeit später.
Im Jahr 1983 verstarb Hans Rudolph. Jürgen Rudolph, Werner Rudolph und Gottfried Kretschmer übernahmen die Unternehmensführung. Im Zuge dessen änderte sich auch die Unternehmensstruktur. Aus der zuvor bestehenden OHG entstand die Rudolph & Söhne Internationale Spedition GmbH & Co. KG.
Mit der Übernahme von vier Niederlassungen des LOG SPED-Verbundes 1997 verdoppelte sich die Mitarbeiterzahl auf 800. Diese Übernahme stärkte besonders den Geschäftszweig Automotive und legte den Grundstein für den Geschäftsbereich Konsumgüter.
2000 gründete das Unternehmen zusammen mit Hellmann Worldwide Logistics unterschiedliche Joint Ventures und realisierte verschiedene Automobillogistikprojekte im Vereinigten Königreich. Betriebsstätten in Luxemburg und Portugal folgten. Durch die verstärkte Ausbreitung des Onlinehandels entstand das Geschäftsfeld Fulfillment.
In Zusammenarbeit mit Audi Volkswagen Middle East (AVME) und dem Joint-Venture-Partner Hellmann Worldwide Logistics eröffnete Rudolph 2007 ein neues Logistikzentrum in Dubai. Außerdem stieg Torsten Rudolph, Urenkel des Firmengründers Justus Rudolph, in das Unternehmen ein und wurde gemeinsam mit seinem Vater Jürgen Rudolph zum geschäftsführenden Gesellschafter der Rudolph Logistik Gruppe. Ende 2008 zog sich Werner Rudolph aus seinen Funktionen zurück.
In den ersten Jahren widmete sich Torsten Rudolph dem Umbau der Unternehmensorganisation. 2008 strukturierte sich das Unternehmen standortübergreifend nach Geschäftsfeldern. Die Schwerpunkte bilden bis heute die fünf Bereiche Automotive Logistik, Systemverkehre, Industrielogistik und Handelslogistik.
Seit 2010 ist Torsten Rudolph der alleinige Eigentümer der Rudolph Logistik Gruppe. Er erweiterte das Unternehmen auf über 40 Standorte weltweit und schaffte über 4000 weitere Arbeitsplätze. Seit 2017 ist das Unternehmen in Greer-Spartanburg, South Carolina, USA vertreten.

## Unternehmen
Die Rudolph Logistik Gruppe zählt international über 40 Standorte. Sie ist in den USA, Vereinigte Arabische Emirate, Vereinigtes Königreich, Bulgarien, Slowakei, Österreich, Ungarn, Portugal und in Deutschland vertreten. In Gudensberg befindet sich die Zentrale des Unternehmens.
Die Muttergesellschaft Rudolph Logistik Gruppe SE & Co. KG hält jeweils 100 % Beteiligung an einzelnen operativen Gesellschaften, die in den Geschäftsfeldern Automotive Kontraktlogistik, Systemverkehre, industrielle Kontraktlogistik, sowie Handelslogistik und Fulfillment tätig sind.
Die Geschäftsfelder der Rudolph Logistik Gruppe:
- Automotive-Logistik
- Systemverkehre
- Handelslogistik
- Industrielogistik